# Indikatorrør
Et indikatorrør, også kaldet et katodoskop, er et specielt radiorør, der ved et synligt udslag kan vise en modtaget radiokanals signalstyrke. Én designtype af indikatorrør kaldes for det magiske øje.
Elektroner udsendes fra den negative katode og accelererer hen imod den positive anode. De afbøjes i større eller mindre grad af spændingen på et gitter, en spænding der gennem forstærkning er proportional med det signal, hvis styrke skal vises. Elektronerne rammer derpå en skærm, der er belagt med en fosforescerende belægning, og som lyser grønt op. Mønstret af de grønne lys viser udslaget.
Indikatorrør brugtes tidligere på rørbestykkede radiomodtagere til at vise, hvordan man stillede ind på en station, eller på båndoptagere. 

## Besættelsen og indikatorrør
Under besættelsen var der generel mangel på radiorør, så radioer leveredes almindeligvis uden indikatorrør. I stedet var hullet lukket med en papskive eller en sortmalet træprop (lidt ironisk kaldet et indikatortræ), og selve røret var erstattet med en lille modstand, i træproppen, for at slutte kredsløbet. Man kunne så, når der kom bedre tider, få isat et rigtigt rør. Denne attrap var i fagkredse hyppigt kaldet "tragisk øje" eller UM 3 (træ). 